# Moshikou
Moshikou (in cinese: 模式口站S, Móshìkǒu zhànP), denominata in fase di progettazione Jindingjie (金顶街S, JīndǐngjiēP), è una stazione, nonché capolinea settentrionale, della linea 11 della metropolitana di Pechino.

## Storia
Il 5 dicembre 2019, la Commissione nazionale per lo sviluppo e la riforma della Repubblica Popolare Cinese ha approvato l’adeguamento del piano di costruzione della seconda fase della rete metropolitana di Pechino, che includeva anche la stazione di Moshikou, all'epoca definita Jindingjie.
Nel settembre 2020, la Commissione per la pianificazione e le risorse naturali di Pechino ha pubblicato l’avviso sui nomi provvisori delle stazioni lungo il tratto occidentale della linea 11, indicando che la stazione di Jindingjie si sarebbe chiamata Moshikou.
Il 2 giugno 2021, è stata completata la struttura principale della stazione, mentre il 26 settembre successivo è stata eseguita l’ispezione delle opere strutturali principali. Il 15 novembre la stazione ha superato l’ispezione dell’unità ingegneristica.
Il 30 dicembre 2023, la stazione Moshikou è entrata ufficialmente in funzione, divenendo capolinea settentrionale della linea 11.

## Origine del nome
L'origine dell'attuale nome di Moshikou, che fa riferimento all'omonimo villaggio in cui è sita la stazione, ha origine durante i primi anni del XX secolo. Secondo le fonti storiche, la sua posizione geografica è sempre stata estremamente strategica e non solo rappresentava un’importante barriera militare nella zona ovest della capitale ma era anche un nodo cruciale della grande strada occidentale di Pechino, nonché un famoso centro commerciale dell’area montuosa.
Anche in passato l'area è sempre stata chiamata dai locali Moshikou, ma indicata con caratteri cinesi differenti da quelli utilizzati attualmente. Nonostante la pronuncia sia rimasta la stessa, l'utilizzo di caratteri differenti per indicare il luogo ha anche variato il suo significato semantico: infatti, in precedenza l'area veniva indicata con i caratteri 磨石口 (MóshíkǒuP), letteralmente "bocca della pietra da macinare"; la versione moderna, invece, utilizza i caratteri 模式口 (MóshíkǒuP), che può essere reso come "bocca del modello" nel senso più esteso di "esempio per la capitale" e "modello per tutti i villaggi".
Il motivo per cui un villaggio situato nell'estrema periferia montana della capitale cinese avesse ottenuto tale onorificenza è da riscontrare in tre principali avvenimenti: Moshikou fu il primo villaggio nei dintorni di Pechino ad essere stato dotato, nel 1923, di corrente elettrica; vennero costruite strade moderne per favorire il trasporto di carbone, alcune delle quali ritenute "le migliori della zona", così come vide la luce la realizzazione di una linea ferroviaria che passava per il villaggio e la collegava al centro di Pechino; infine, tra il 1920 e il 1940, diversi templi locali vennero riconvertiti in scuole con l'obiettivo di educare i bambini e combattere l'analfabetismo che, ai tempi, dilagava nella zona. In considerazione di tali avvenimenti, il villaggio venne insignito di una nuova denominazione che lo rendeva un "modello per tutti i villaggi" e "un esempio per la capitale".

## Posizione
La stazione Moshikou si trova nella parte nord-occidentale del distretto di Shijingshan, a Pechino, nella periferia occidentale della città, collocata poco dentro i confini del Sesto Anello autostradale. La fermata si trova nelle vicinanze delle colline Xishan e non lontano dal fiume Yongding, e dista circa 30 km dal centro città. L’area intorno a Moshikou è storicamente significativa: un tempo nodo strategico lungo le antiche vie commerciali del versante occidentale della capitale, oggi conserva il fascino di un antico borgo, con vicoli tradizionali, templi storici come il Cixiang’an, e testimonianze dell’industrializzazione precoce della Cina. Inoltre, è una porta d’accesso alle escursioni sulle colline occidentali e a mete culturali come il Parco Shougang, riqualificato in occasione delle Olimpiadi Invernali del 2022.

## Struttura e impianti
| Unknown route-map component "utENDEa" | Unknown route-map component "utENDEa" |

| Urban tunnel straight track | Urban tunnel straight track |

| Unknown route-map component "utABZg2" | Unknown route-map component "utABZg3" |

| Unknown route-map component "utABZg+1" | Unknown route-map component "utABZg+4" |

| Unknown route-map component "utPSTR(R)" | Unknown route-map component "utPSTR(L)" |

| Unknown route-map component "utPSTR(R)" | Unknown route-map component "utPSTR(L)" |

| Unknown route-map component "utABZg2" | Unknown route-map component "utSTR+tc3" |

| Unknown route-map component "utSTR+tc1" | Unknown route-map component "utABZg+4" |

| Unknown route-map component "utSTRf" | Unknown route-map component "utSTRg" |

La stazione di Moshikou si sviluppa su due livelli sotterranei e utilizza un sistema di banchine laterali. La stazione ha una lunghezza totale di 189 metri e una larghezza di 40 metri. L'ingresso A si trova a nord-est, l’ingresso B a sud-est, e l’ingresso C a sud-ovest. Il primo piano sotterraneo collega gli ingressi all'atrio principale. Il secondo piano sotterraneo ospita l’atrio, suddiviso in una zona a pagamento centrale e due zone non a pagamento laterali, delimitate da barriere e tornelli. Il terzo piano sotterraneo è riservato alle banchine, disposte ai lati dei binari.
L'accesso alla stazione è consentito tramite tre ingressi, indicati con le lettere A, B e C. L'ingresso A è accessibile ai portatori di disabilità motoria.
Per richiamare l’atmosfera antica del luogo, l’ingresso est della stazione adotta uno stile architettonico tradizionale. Le pareti dell'atrio della stazione sono rivestite con pannelli d’acciaio traforati che simulano l’aspetto consunto dei muri in pietra e mattoni, evocando la ricca storia del quartiere di Moshikou.

## Servizi
La stazione dispone di:
- Accessibilità per portatori di handicap
- Ascensori
- Scale mobili
- Emettitrice automatica biglietti
- Servizi igienici
- Sportello automatico
- Stazione video sorvegliata
- Ufficio polizia

### Orari
In direzione del capolinea meridionale di Xinshougang, sono attivi tutti i giorni treni dalla stazione di Moshikou dalle 5:38 alle 22:28 .

## Interscambi
- Fermata autobus